# Jerzy Stanuch
Jerzy Stanuch (Nowy Sącz, 17 maggio 1953) è un canoista polacco.
Ha partecipato ai Giochi di Monaco di Baviera 1972 e di Pechino 2008, gareggiando nella specialità Slalom K1, raggiungendo il 14º posto.
È il padre dell'anch'essa canoista olimpica Agnieszka Stanuch.